# Frontières d'Israël
Les frontières d'Israël  définissent le territoire où s'exerce la souveraineté, la juridiction et l'administration de l'État d'Israël, qui existe depuis 1948. L'indépendance d'Israël est proclamée par David Ben Gourion, président de l'Agence juive, le 14 mai 1948, à la fin du mandat britannique sur la Palestine (15 mai). Quelques mois auparavant, un plan de partage de ce pays a été adopté par l'ONU (29 novembre 1947), prévoyant un « État juif » (14 000 km²), un « État arabe » (11 500 km²) et une zone internationale de Jérusalem et de ses environs.
La création d'Israël est l'aboutissement du mouvement sioniste fondé par Theodor Herzl à la fin du XIXe siècle.
Le territoire actuel d'Israël (un peu plus de 22 000 km²) est plus étendu de 57 % que le territoire de l'État juif de 1947, ce qui résulte des trois guerres israélo-arabes de 1948 à 1973 (1948-1949, 1967 et 1973). Trois étapes sont particulièrement importantes : la définition négociée en mars 1949 de la ligne d'armistice, dite « ligne verte », aujourd'hui encore référence en droit international ; l'occupation en juin 1967 de toute la Palestine ainsi que de territoires égyptien (Sinaï) et syrien (Golan) à la fin de la guerre des Six Jours ; les décisions d'annexion prononcées unilatéralement par Israël en 1980 (Jérusalem-Est) et 1981 (plateau du Golan).
Israël est limitrophe de quatre États arabes : le Liban, la Syrie, la Jordanie et l'Égypte, ainsi que de deux territoires palestiniens disjoints (la bande de Gaza et la Cisjordanie). Israël a trois frontières maritimes : en mer Méditerranée, dans la mer Morte et en mer Rouge (au fond du golfe d'Aqaba).
L'Égypte en 1978 et la Jordanie en 1994 ont reconnu l'existence d'Israël et conclu avec lui des accords sur les frontières. En revanche, les frontières avec le Liban, la Syrie et les territoires palestiniens (la bande de Gaza occupée de 1967 à 2005, aujourd'hui théâtre de guerre, depuis octobre 2023 ; la Cisjordanie sous occupation depuis 1967), ne sont pas reconnues internationalement, ni par accord entre les parties. Il en va de même  pour le statut et les limites de Jérusalem.
La résolution 242 du Conseil de sécurité des Nations unies, adoptée à l'unanimité après la guerre des Six Jours (1967), alors que l'armée israélienne victorieuse venait d'occuper le plateau du Golan (Syrie), Jérusalem-Est, la bande de Gaza et la Cisjordanie, souligne l'« inadmissibilité de l'acquisition de territoires par la guerre et la nécessité d'œuvrer pour une paix juste et durable permettant à chaque État de la région de vivre en sécurité » et demande le « retrait des forces armées israéliennes des territoires occupés au cours du récent conflit ». Malgré cela, Israël a décidé quelques années plus tard l'annexion du plateau du Golan et de Jérusalem-Est.

## Frontières actuelles

### Avec l'Égypte et la Jordanie
Les frontières avec l'Égypte et avec la Jordanie ont fait l'objet d'accords bilatéraux. Les frontières avec l'Égypte ont été définies par le traité de paix de 1979. Elles correspondent à la ligne verte établie à la suite de la guerre de 1948-1949.
Les frontières d'Israël (et de la Cisjordanie) avec la Jordanie ont été définies par le traité de paix de 1994 : elles suivent le cours du Jourdain au nord de la mer Morte ; au sud de la mer Morte, elles correspondent à la ligne verte de 1949 ; la mer Morte est partagée entre les parties.

### Avec la Syrie et le Liban
Dans le cas des frontières avec le Liban et la Syrie, en l'absence de traité de paix, il existe des litiges et elles ne sont pas reconnues internationalement.
En ce qui concerne la Syrie, Israël a annexé unilatéralement en 1981 la moitié ouest du plateau du Golan (à l'est et au nord-est du lac de Tibériade), entièrement conquis lors de la guerre de 1967.
La frontière entre Israël et le Liban correspond à celle définie par l'accord conclu en 1923 entre les puissances mandataires de la Société des Nations au Liban (la France) et en Palestine (le Royaume-Uni). Il existe cependant un litige concernant le territoire des fermes de Chebaa (environ 20 km²), conquis en 1967 en même temps que le Golan (étant alors occupé par l'armée syrienne) et annexé en 1981, mais qui est considéré par le Liban et par la Syrie comme un territoire libanais.

### Avec la Cisjordanie
La Cisjordanie est en partie gouvernée par l'Autorité palestinienne, issue de l'Organisation de libération de la Palestine de Yasser Arafat. Les accords d'Oslo de 1993-1994 marquent un changement important dans l'histoire de la Palestine : la reconnaissance d'Israël par l'OLP. Mais le « processus d'Oslo » n'a pas abouti aux résultats espérés à l'époque.
La Cisjordanie, annexée par la Jordanie de 1949 à 1967 et conquise en 1967 par Israël, a fait l'objet de ces accords d'Oslo. Une partie (la zone A) est actuellement entièrement sous le contrôle de l'Autorité palestinienne et une partie (la zone C) entièrement sous occupation israélienne (grandes routes, zones frontalières), la zone B étant mixte.
Il existe un litige frontalier important dû à l'annexion unilatérale en 1980 de Jérusalem-Est, jordanienne de 1949 à 1967 et conquise en 1967 par Israël, mais que les Palestiniens revendiquent comme leur capitale (l'Autorité est actuellement installée à Ramallah, au nord de Jérusalem).
D'une façon plus générale, l'Autorité palestinienne veut négocier les frontières de l'État palestinien sur la base des frontières d'Israël d'avant la guerre des Six Jours (c'est-à-dire la ligne verte de 1949).

### Avec la bande de Gaza
Les frontières de la bande de Gaza, annexée par l'Égypte de 1949 à 1967, conquise en 1967 par Israël, mais totalement évacuée - forces armées et colonies juives - en 2005, correspondent à la ligne verte définie à la suite de la guerre de 1948-1949 pour les secteurs limitrophes d'Israël, et à la frontière de la Palestine mandataire pour le secteur limitrophe de l'Égypte.
Contrairement à la Cisjordanie, la bande de Gaza n'est pas gouvernée par l'Autorité palestinienne, mais par le mouvement politico-religieux du Hamas, lié à l'Iran, bien que d'obédience sunnite. Ce mouvement, qui a réussi à évincer l'Autorité palestinienne après l'évacuation de 2005, ne reconnait à aucun degré l'existence d'Israël et entretient des rapports hostiles (envoi de roquettes) avec l'état hébreu, culminant avec l'attaque hors norme du 7 octobre 2023, à l'origine d'une offensive militaire israélienne encore en cours.

## Aperçu historique
L'État d'Israël n'a pas précisé ses délimitations dans sa déclaration d'indépendance. Les frontières internationalement reconnues telles que lors de son admission à l'ONU suivent la ligne verte, c'est-à-dire les lignes d'armistice de la guerre israélo-arabe de 1948.
À la suite de la guerre des six jours de 1967, la résolution 242, approuvée à l’unanimité par le Conseil de sécurité de l’ONU, souligne « l’inadmissibilité de l’acquisition de territoires par la guerre » et insiste sur la « nécessité d’œuvrer pour une paix juste et durable » et demande le « retrait des forces armées israéliennes des territoires occupés au cours du récent conflit ». 
À l'issue de la guerre des Six Jours, Israël a conquis des territoires à la Syrie, à la Jordanie et à l'Égypte. L'accord de paix entre Israël et l'Égypte, aboutit au retrait de la péninsule du Sinaï et à un accord sur la frontière israélo-égyptienne. L'accord de paix entre Israël et la Jordanie aboutit à la stabilisation de la frontière israélo-jordanienne le long du Jourdain, avec des modifications mineures. Israël continue à occuper la Cisjordanie où elle exerce une administration militaire. Israël considère la Cisjordanie comme un « territoire disputé » plutôt que comme un « territoire occupé ». Israël occupe une partie du plateau du Golan qui est divisé par une ligne de cessez-le-feu entre Israël et la Syrie. Le Golan et Jérusalem-Est ont été annexés par Israël respectivement en 1981 et 1980, et il y exerce l'administration civile. Toutefois, ces annexions ont été condamnées par une part importante de la communauté internationale. La frontière entre Israël et le Liban résulte de l'accord en 1923 entre les puissances mandataires française au Liban et britannique en Palestine mandataire, à l'exception de la petite superficie des fermes de Chebaa.
La guerre de Gaza lancée à la suite de l'attaque du Hamas du 7 octobre 2023 est la plus longue de l’histoire d’Israël et la plus meurtrière pour les civils palestiniens. Ses objectifs essentiels ou ses apport quant à une garantie de sécurité des frontières sud et nord de l’Etat hébreu
sont controversés. Cela amène la communauté internationale à réaborder la question de la reconnaissance mutuelle, et internationale, d'Israël et de la Palestine, et de la clarification de leurs frontières, espérant enfin apporter la paix dans cette région.

## Historique

### Prémices: des débuts du sionisme au mandat britannique en Palestine (1922)

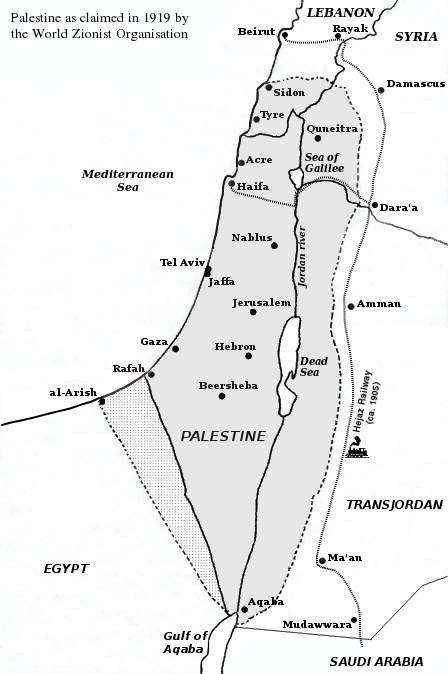
État juif proposé à la Conférence de paix de Paris (1919)

L'idée de la création d'un État juif en Palestine apparait dès le XIXe siècle, par exemple chez le penseur socialiste Moses Hess (1812-1885).
Mais le mouvement sioniste de Theodor Herzl (1867-1904), créé en 1897, attend 1905 (septième congrès sioniste) pour se donner comme objectif la création d'une implantation juive[pas clair] en Palestine, alors ensemble de provinces de l'Empire ottoman, dont la population est pour l'essentiel arabe (musulmane ou chrétienne). Tel Aviv est fondée en 1909, un peu à l'écart du port arabe de Jaffa.
La Première Guerre mondiale, dans laquelle l'Empire ottoman est allié à l'Allemagne, fait évoluer la situation : alors que l'armée britannique du général Allenby prend le contrôle du Levant, la déclaration Balfour (2 novembre 1917) préconise la création d'un « foyer national juif » en Palestine. En 1920, la guerre terminée, la Société des Nations décide de confier la Palestine en mandat au Royaume-Uni (de même pour la France au Liban).
Le 24 juillet 1922, la SDN ratifie les termes précis du mandat britannique, amendé par le Livre blanc de 1922. Ce mandat prévoit l'établissement d'un « foyer national pour le peuple juif [...] étant clairement entendu que rien ne sera fait qui puisse porter atteinte aux droits civiques et religieux des collectivités non juives existant en Palestine »,. Le territoire de la Palestine mandataire est défini, à l'est, par le cours du Jourdain. Au-delà, c'est l'émirat de Transjordanie (1921-1946). Cette délimitation ne convient pas à un certain nombre de sionistes, qui estiment que la Terre d'Israël s'étend aussi au-delà du Jourdain.
À ce moment, la communauté juive de Palestine (Yichouv), dirigée par l'Organisation sioniste mondiale, s'est développée, avec notamment la création de la Haganah en 1920. L'OSM accepte les termes du mandat, mais les sionistes révisionnistes le dénoncent, réclamant des territoires de Transjordanie.
Le sionisme, notamment dans le cadre du mandat britannique (dont l'objectif, à long terme, est de mener la Palestine à l'indépendance) et de la déclaration Balfour, est perçu comme un danger par la population arabe qui récuse le projet d'un État juif en Palestine.

### Période de la Palestine mandataire (1922-15 mai 1948)
Les nationalismes juif et arabe s'affrontent mutuellement et se confrontent tous deux aux Britanniques. En 1929, l'OSM crée l'Agence juive pour la Palestine, qui est un gouvernement officieux du Yichouv.
Plusieurs solutions de partition sont proposées sans obtenir l'accord des parties. À la suite de la révolte arabe de 1936-1939, un nouveau Livre blanc britannique remet en cause le principe du foyer national juif en Palestine, prévoyant au contraire l'indépendance d'un État unitaire dans les 10 ans ou faute d'accord, l'appel à l'arbitrage de la Société des Nations.
Là encore, la Seconde Guerre mondiale introduit un profond changement. La fin de la guerre voit un afflux des juifs d'Europe vers la Palestine, que les Britanniques essaient de contenir, mais difficilement (affaire de l'Exodus).
En 1947, le Royaume-Uni, gouverné par les travaillistes depuis 1945 et qui par ailleurs renonce à l'Inde, fleuron de son empire, annonce qu'il mettra fin au mandat de Palestine au cours de l'année 1948.
Le 29 novembre 1947, l'Assemblée générale des Nations unies vote le plan de partage de la Palestine mandataire en trois zones. La création d'un État juif, et la création d'un État arabe est envisagé.
Ce plan, accepté par l'Agence juive (présidée par David Ben Gourion), est rejeté par les Arabes palestiniens et par la Ligue arabe. Dès le lendemain du vote débute une guerre civile entre juifs et arabes de Palestine, sous l'égide de l'autorité britannique toujours présente, mais qui doit partir dans quelques mois. Durant cette période, l'armée juive (la Haganah) et un certain nombre de groupes indépendants (Irgoun de Menahem Begin, Lehi d'Abraham Stern) commencent la prise de contrôle militaire du territoire alloué par l'ONU, voire au-delà, notamment à Jérusalem. Il s'agit d'être prêt pour le jour du départ des Britanniques (finalement fixé au 15 mai 1948), qui signifie l'entrée probable en Palestine de plusieurs armées arabes.
Le 14 mai, David Ben Gourion proclame l'indépendance d'Israël depuis la principale (à cette date) ville juive de Palestine, Tel Aviv.

### Débuts d'Israël (15 mai 1948-mars 1949)

#### Première guerre israélo-arabe
Le 15 mai 1948, tandis que les derniers officiels britanniques quittent le pays, Israël est reconnu par plusieurs États, notamment les États-Unis et l'URSS, dans les frontières prévues par le plan de partage. Mais c'est aussi le début de la première guerre israélo-arabe, opposant Israël à l'Égypte, la Jordanie (avec la Légion arabe), la Syrie, le Liban, ainsi que l'Irak, l'Arabie saoudite et le Yémen du Nord. Cette guerre prend fin en mars 1949 avec la victoire d'Israël.

#### Accords d'armistice et définition de la «ligne verte» de 1949
Des accords d'armistice sont négociés avec les pays limitrophes, qui aboutissent à la définition de la « ligne verte », ligne d'armistice à l'origine, mais aujourd'hui frontière internationalement reconnue d'Israël, sauf par ceux qui veulent supprimer « l'entité sioniste ».
L'ONU et la plupart des pays occidentaux reconnaissent Israël dans les territoires fixés par les lignes d'armistice de 1949. Ces frontières ne sont pas reconnues par tous les pays arabo-musulmans[Lesquels ?] (notamment par l'Iran).

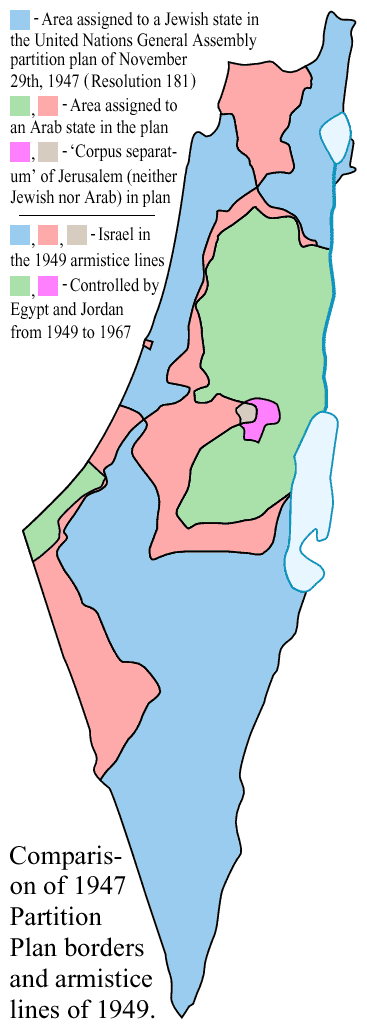
Du plan de partage à la ligne verte
En bleu : territoire de l'État juif selon le plan de partage ;
En rouge : territoires attribués à l'État arabe et conquis par Israël ;
En gris : Jérusalem-Ouest, partie de la zone internationale de Jérusalem conquise par Israël ;
En violet: Jérusalem-Est, partie de la zone internationale conquise par la Jordanie ;
En vert : territoires de l'État arabe occupés par la Jordanie (Cisjordanie) et par l'Égypte (bande de Gaza).

Au terme de ces négociations, marquées par quelques échanges de territoires (notamment avec la Jordanie), Israël acquiert l'ensemble de la Galilée jusqu'à la frontière libanaise, les villes de Jaffa, Lydda (Lod) et Ramle, Jérusalem-Ouest et un large corridor entre Tel Aviv et Jérusalem, ainsi que, des bandes de territoires plus ou moins larges autour de la Cisjordanie, la plaine littorale jusqu'à la bande de Gaza, et la partie du Néguev attribuée à l'État arabe. Son territoire dépasse alors 20 000 km².

### Conséquences de la guerre des Six Jours (juin 1967)

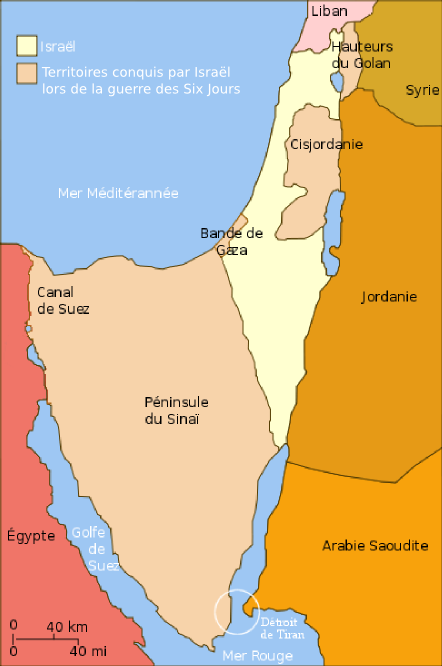
Conquête de la Guerre des six jours.

En juin 1967, à la fin de la guerre des Six Jours (du 5 au 10), menée contre l'Égypte, la Jordanie, la Syrie, le Liban ainsi que l'Irak, Israël occupe les territoires de Palestine détenus depuis 1949 par la Jordanie et par l'Égypte, ainsi que le territoire égyptien de la péninsule du Sinaï jusqu'à la rive orientale du canal de Suez et le territoire syrien du Golan jusqu'à la ville de Qouneitra. Se pose alors le problème du devenir de ces territoires occupés, certains en Israël les considérant comme une monnaie d'échange pour des négociations de paix, mais d'autres ayant dès le départ l'intention d'en annexer au moins une partie.
Dès la fin du mois de juin 1967, Jérusalem-Est est intégrée à Israël, sans annexion formelle : le territoire municipal de Jérusalem est porté de 44 (Jérusalem-Est et Ouest) à 72 km² (loi du 27 juin), les 28 km² supplémentaire étant en partie pris sur la Cisjordanie ; la municipalité de Jérusalem-Est est dissoute le 28 juin et remplacée par la municipalité de Jérusalem-Ouest, en poste depuis 1965, dirigée par Teddy Kollek ; les murs séparant les deux parties de Jérusalem sont abattus.
Le plateau du Golan est aussi l'objet de mesures de gouvernement : à la fin de 1967, les Syriens ont été expulsés, à l'exception des Druzes (7 000 sur 120 000 habitants) ; le premier kibboutz est créé dès le 17 juillet 1967.
En ce qui concerne la Cisjordanie et la bande de Gaza, commence le processus de la colonisation, menée en partie sous l'égide de l'armée (avant-postes militaires et agricoles de l'organisation Nahal à partir d'août 1967) et des juifs religieux qui par la suite formeront le Goush Emounim.

### Guerre du Kippour (1973)
Le jour du jeûne de Yom Kippour, férié en Israël, qui coïncidait en 1973 avec la période du Ramadan, les Égyptiens et les Syriens attaquèrent par surprise simultanément dans la péninsule du Sinaï et sur le plateau du Golan, territoires respectivement égyptien et syrien occupés par Israël depuis la guerre des Six Jours. Profitant d'une supériorité numérique écrasante, les armées égyptiennes et syriennes avancèrent durant 24 à 48 heures, le temps qu'Israël achemine des renforts. Même si les attaquants bénéficiaient toujours d'une large supériorité numérique, l'armée israélienne put alors les arrêter. En une semaine, Israël retrouva son potentiel militaire et lança des contre-offensives qui lui permirent de pénétrer profondément en Syrie et de traverser le canal de Suez pour progresser au sud et à l'ouest en Égypte lorsque le Conseil de sécurité des Nations unies, en coopération avec les deux superpuissances russe et américaine, par l'intermédiaire du Royaume-Uni, demanda un cessez-le-feu pour laisser place aux négociations.
Un va-et-vient diplomatique de Henry Kissinger aboutit à un accord de désengagement le 31 mai 1974, basé sur l'échange de prisonniers, le retrait israélien jusqu'à la Purple Line et l'établissement d'une zone tampon contrôlée par l'ONU. Une troupe d'observateurs des Nations unies fut aussi établie dans le Golan pour garantir la paix.

### Accords de paix israélo-égyptien (1977-1979)
Après de longues et difficiles négociations, le 26 mars 1979, Anouar el-Sadate et Menahem Begin signent le traité de paix qui marque l’évacuation totale du Sinaï par Israël et le retour à la frontière qui prévalait entre l’Égypte et Israël avant la Guerre des Six-Jours de 1967. Toutefois, la bande de Gaza reste occupée par Israël.
Le traité ne stipule pas de frontières entre Israël et un hypothétique État palestinien. Il précise que la frontière est établie « sans préjudice (...) du statut de la bande de Gaza », ce qui implique que les autres frontières ne sont pas fixées et peuvent évoluer.
L’évacuation israélienne se déroule en deux phases étalées sur 3 ans, le Sinaï devient largement démilitarisé et les deux pays établissent des relations diplomatiques.

### Annexions israéliennes (1967, 1980, 1981)
Jérusalem-Est a été annexée de facto en 1967, puis de jure par la loi fondamentale du 30 juillet 1980 dite Loi de Jérusalem qui fait de la ville, sa capitale « éternelle et indivisible ». Cette annexion n’est pas reconnue par l'ONU et ses pays membres et est considérée comme illégale.
Le Golan, et ce y compris les fermes de Chebaa, a été annexé de facto par Israël en 1981 par la loi du plateau du Golan. Territoire occupé depuis la guerre de 1967, cette annexion est considérée comme illégale par l'ONU

### Processus de paix israélo-palestinien (1988 - 2001)
Entre 1988 et 2001, Israéliens et Palestiniens ont entamé des négociations en vue de normaliser leur relation. Le but est de mettre fin à des décennies d’affrontement et de conflit, et cela passe notamment par une reconnaissance mutuelle d’Israël et de l’OLP.
Yasser Arafat accepta la Résolution 242 du Conseil de sécurité des Nations unies, adoptée après la guerre des Six Jours, et appela au retrait des forces armées israéliennes des territoires occupés, le droit d’Israël à exister pacifiquement à l’intérieur de frontières sûres et reconnues et la nécessité d’un accord de paix durable au Moyen-Orient.
À la suite des Accords d'Oslo en 1993, l'Autorité palestinienne a reconnu l'État Israël dans ses frontières de 1949 à 1967. Cet accord a été ratifié par le Parlement palestinien en 1995[réf. nécessaire].
Les accords intérimaires sur la Cisjordanie et la Bande de Gaza de septembre 1995 ont fixé différentes zones en Cisjordanie. Dans les « zones A », représentant 2 % de la Cisjordanie et englobant les villes principales de Cisjordanie, Israël reconnaissait le contrôle civil et militaire palestinien. Dans les « zones B », représentant 26 % de la Cisjordanie, le contrôle civil était attribué à l'Autorité palestinienne et le contrôle militaire était mixte.
En 1998, les Accords de Wye Plantation ratifiés par la Knesset prévoyaient l'évacuation de 13 % supplémentaires de la Cisjordanie mais n'ont jamais été appliqués.
La bande de Gaza a été évacuée unilatéralement durant l’été 2005 mais reste sous blocus égyptien et israélien depuis 2007. Toutefois, les Nations unies ne reconnaissent pas la fin de « l’occupation israélienne » de ces territoires,.

### Accords israélo-jordanien (1994)
Un traité de paix israélo-jordanien (surnommé également accords de Wadi Araba) est signé entre l'État d'Israël et le Royaume hachémite de Jordanie, le 26 octobre 1994.

## Pays et territoires frontaliers d'Israël

### Frontière israélo-égyptienne
La frontière entre Israël et l'Égypte s'étend du golfe d'Aqaba à la bande de Gaza. À l'exception des régions littorales, ce sont des zones désertiques montagneuses situées entre le désert du Néguev et le désert du Sinaï.
Le poste-frontière de Rafah est un point de passage sur la frontière internationale séparant l'Égypte et la bande de Gaza, zone administrée par les Palestiniens depuis 2005, c'est la seule sortie de l’enclave non contrôlée par Israël.

### Frontière israélo-jordanienne
Selon le traité de paix israélo-jordanien de 1994, le fleuve Jourdain est prise pour frontière naturelle entre les deux pays. La ligne entre Ein Gedi et Beit She'an n'a pas été fixée car la Jordanie a souhaité que l'Autorité palestinienne soit l'interlocuteur pour les discussions sur cette portion de la frontière. Le statut des territoires sous contrôle militaire israélien depuis 1967 est réservé.
La frontière entre la Jordanie et Israël est scindée en deux par la Cisjordanie. Au nord, elle débute quelques kilomètres au sud du lac de Tibériade, au niveau de l'embouchure du Yarmouk et suit le Jourdain. Au sud, la partie méridionale de la mer Morte est partagée entre les deux États puis la frontière suit une ligne droite jusqu'au golfe d'Aqaba.
Il s'agit de la frontière la plus basse de la planète.

### Frontière israélo-syrienne
Officiellement, le plateau du Golan est reconnu par l’ONU et la communauté internationale comme appartenant à la Syrie. Depuis 1967 il est occupé, et en 1980 il est annexé, par Israël.

### Frontière israélo-libanaise
La frontière israélo-libanaise s'étend sur un terrain vallonné et arboré entre la mer Méditerranée et le tripoint où elle rejoint la frontière entre ces deux pays et la Syrie situé non loin de la rivière Ouazzani, un affluent du fleuve Hatzbani qui se jette lui-même dans le Jourdain.
Elle est régie par l'accord d'armistice de 1948, entre Israël et le Liban.
Entre 1982 et 1985, à la suite de l'opération Paix en Galilée, Israël a occupé des territoires au sud du Liban.
Ces territoires restent sous contrôle indirect d'Israël jusqu'en 2000 à la suite de l'occupation d'une « zone de sécurité » entre le Litani et la frontière nord d'Israël par l'Armée du Liban Sud, une milice chrétienne libanaise alliée d'Israël.
À la suite du conflit israélo-libanais de 2006, les militaires israéliens ont opéré des attaques terrestres dans certaines zones du Liban puis se sont retirés à l'arrivée des forces libanaises et de la FINUL pour les y remplacer conformément à la résolution 1701 du Conseil de sécurité des Nations unies.
Le Liban conteste le début d’édification d'un mur de séparation menaçant d’empiéter sur son territoire au niveau de treize points frontaliers qu’il devrait traverser en longeant le tracé de la Ligne bleue, la frontière provisoire entre les deux pays, instaurée par les Nations unies au lendemain du retrait israélien en 2000. Le Liban se réfère pour sa frontière à celle établit en 1923 par les puissances mandataires française et britannique, confirmée par l’armistice de 1949 après la première guerre israélo-arabe.
Le 27 octobre 2022, bien que les deux États soient encore officiellement en guerre, le Liban et Israël signent l'accord délimitant leur frontière maritime.

### Frontière entre Israël et les territoires palestiniens
Entre Israël et les territoires palestiniens, il n’existe pas de frontière interétatique reconnue. Cette séparation s’illustre par de multiples dispositifs administratifs et limites physiques. Hors période de conflit ouvert entraînant des mesures de fermeture, les échanges entre les sociétés et les économies israéliennes et palestiniennes perdurent.
À l'issue de la guerre de 1948, la ligne d'armistice séparant Israël des territoires palestiniens est considérée comme étant la ligne de démarcation du territoire israélien. Selon les accords d'armistice, des négociations aboutissant à la résolution pacifique de la question palestinienne doivent en délimiter le tracé. L'accord d'armistice étant dicté exclusivement par des considérations militaires.
Le tracé de la frontière entre Israël et un futur État palestinien reste un des contentieux majeurs dans le contexte de la fixation des frontières d'Israël.
À l'exception de l'Égypte, de la Jordanie et des Territoires palestiniens, certains États du monde musulman refusent de reconnaître l'existence d'Israël, citant le manque d'un accord de paix entre Israéliens et Palestiniens. Certains États et organisations terroristes vont plus loin : l'Iran et des organisations comme le Hezbollah et le Hamas (palestinien), en nient ouvertement la légitimité à l'existence et appellent à sa destruction.
En 1993, les accords d'Oslo définissent un processus d’autonomie des Palestiniens. Le principe d'un retrait progressif de l’armée israélienne des Territoires palestiniens conquis en 1967 est acquis. L'objectif à terme était de parvenir à la création d’un État palestinien indépendant, aux côtés de l’État d’Israël. L'OLP reconnait l’existence de L'État d’Israël et accepte toutes les résolutions internationale [de l'ONU].
Au cours du processus de paix israélo-palestinien entre 1988 et 2001, différents accords ont été ratifiés donnant une autonomie relative à certaines zones mais ils n'ont pas abouti à un accord global.
Depuis 2001, Israël construit une barrière de séparation en particulier avec la Cisjordanie dans laquelle certains commentateurs voient une tentative de tracer une frontière de facto bien que le gouvernement israélien rejette cette thèse. En 2005, Israël a unilatéralement évacué la Bande de Gaza. La barrière de séparation d'Israël avec la bande Gaza est construite après la guerre de l'été 2014. L'existence et le tracé de ces barrières de séparation  sont contestés par les palestiniens.
Les négociateurs du quartet considèrent que le tracé définitif des frontières entre Israël et un futur État palestinien doit faire l'objet d'un accord entre les parties. Ils ont poussé l'Autorité palestinienne à ne pas déclarer unilatéralement d'État palestinien sur les « frontières de 1967 » mais à favoriser la négociation. Fin 2010, plusieurs États sud-américains ont toutefois reconnu l'État de Palestine, avec Jérusalem-Est pour capitale. A l'inverse, en 2018, les États-Unis  reconnaissent Jérusalem comme la capitale d'Israël et y transfère  leur ambassade, suivi par le Guatemala, le Honduras, le Kosovo. L'Australie et le Paraguay y ont renoncé par la suite. Plusieurs pays reconnaissent la Ville de Jérusalem comme capitale d’Israël sans avoir exprimé le souhait d’y déplacer leur ambassade. C’est le cas, par exemple, de la Corée du Sud, de Taïwan, de Nauru et du Vanuatu. Ces reconnaissances sont en contradictions avec la Résolution 242 du Conseil de sécurité des Nations unies.
Le 15 novembre 1988, l'Organisation de libération de la Palestine (OLP) proclame unilatéralement l'indépendance de la Palestine. La Palestine a fait son entrée à l’ONU en tant qu’État observateur le 29 novembre 2012. L'Autorité palestinienne veut négocier avec Israël la création de l'Etat palestinien sur la base des frontières de 1967 avant la guerre des six jours.
Au 28 mai 2024, 147 pays reconnaissaient l'État de Palestine. À titre d'information, l'ONU compte 193 États membres.
En juillet 2024, La Cour internationale de justice estime que l’occupation des territoires palestiniens par Israël depuis 1967 est « illégale ».

#### Frontière avec la Cisjordanie
La frontière est basée sur le plan de partage de la Palestine de 1947, elle s'appuie sur la ligne verte tracée en 1948 après la guerre israélo-arabe. Depuis 1967, à l’issue de la guerre des Six jours, Israël occupe ce territoire palestinien.

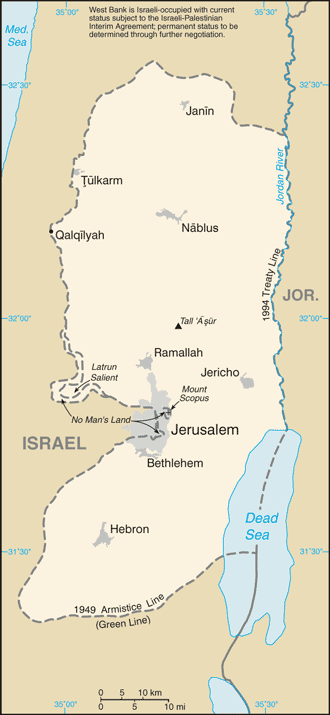
Territoire en partie administré et revendiqué dans sa totalité par l'Autorité palestinienne.

À la faveur des Accords d’Oslo de 1993, les Palestiniens dispose d'une autonomie limitée par les prérogatives que conserve l'état d'Israël. Mais le processus de paix est à l’arrêt et le gouvernement israélien menace désormais d’en annexer une partie. Près des deux tiers du territoire de Cisjordanie restent sous le contrôle exclusif, tant sur le plan civil que sécuritaire, d’Israël. Depuis 1993, la colonisation  fragilise l'avènement d'un État palestinien viable aux côtés de l'état d'Israël, le nombre de colons israéliens est passé de 250 000 à 700 000.
Israël a construit une barrière de séparation avec la Cisjordanie en partie le long de la ligne verte. Elle empiète dans le territoire cisjordanien pour intégrer des colonies juives.

#### Frontière avec la bande de Gaza

La bande de gaza et les différents points de passage ouverts et fermés.

Les points de passage Karni, Sufa, Kissufim et Nahal Oz sont fermés. Seul ceux d'Erez et Kerem Shalom sont ouverts en dehors des périodes de conflits.
La bande de Gaza est occupée à l'issue de la guerre des six jours en 1967. Israël s'en est retiré en 2005.
Après la guerre de l'été 2014, Israël lance la construction d'une barrière entre la bande de Gaza et Israël. Le 7 décembre 2021, Israël annonce en avoir achevé sa construction,,.
À la suite de l’attaque dévastatrice perpétrée le samedi 7 octobre 2023 par le Hamas, Israël annonce avoir repris le contrôle de sa frontière avec la bande de Gaza le 12 octobre. Quelque 18 500 Gazaouis bénéficiaient d’un permis de travail en Israël au moment du déclenchement de la guerre. Les 4 000 travailleurs gazaouis qui se trouvaient en Israël lors du début du conflit sont renvoyés. Israël coupe tous les liens avec le territoire contrôlé par le Hamas.
En 2023, 2,3 millions de personnes vivent dans les 360 kilomètres carrés de la bande de Gaza qui subit un blocus terrestre, aérien et maritime par Israël depuis 2007, date  de la prise de contrôle par le Hamas.